# Corah
Corah is een Brits historisch merk van motorfietsen.
De bedrijfsnaam was: Corah Motor Mfg. Co., Birmingham.
Corah begon in 1905 met de productie van motorfietsen, die al snel een goede naam genoten. Het betrof eigen frames, waarin inbouwmotoren van JAP werden gemonteerd. Men leverde 498cc-eencilinderzijklepmotoren en 746cc-kopklep-V-twins, maar op bestelling konden ook andere motoren worden ingebouwd. Toen de Eerste Wereldoorlog uitbrak werd de productie beëindigd en ze werd na de oorlog niet meer opgestart.